# ボルテッカー
「ボルテッカー」は、日本のボカロP・DECO*27制作のVOCALOID楽曲。音楽プロジェクト「ポケモン feat. 初音ミク Project VOLTAGE 18 Types/Songs」の第1弾として、2023年9月29日に発表され、ボーカルシンセサイザー・初音ミクが歌唱する。
また、この曲名は、ゲーム『ポケットモンスター』シリーズにおける同名のわざを由来とする（後述の「#原義」参照）。

## 原義
ポケットモンスターのボルテッカーは「でんきタイプ」の物理わざで、威力は高いが自分にも反動ダメージが返ってくる。

## 概要
2023年9月28日に「ポケモン feat. 初音ミク Project VOLTAGE 18 Types/Songs」の第1弾として発表され、翌29日にYouTubeにてミュージックビデオが公開、翌30日にクリプトン社の音楽レーベル「KARENT」より配信限定シングルとして発売された。
2024年1月26日には、プロジェクトの特別篇としてリミックスバージョン「ボルテッカー (Jewel Remix)」のミュージックビデオが公開され、翌27日に配信シングルとして発売された。

## 制作
DECO*27がオファーを受けた際、自分をポケモンのタイプに当てはめるならばでんきタイプだと思っていたこともあり、でんきタイプを題材とした楽曲にしようという思いが始めにあった。また、彼の曲は恋愛に関するものが多いことから、そのようなものが求められていると考え、「恋に電撃走る」をテーマにして制作された。曲名の由来である「ボルテッカー」は高威力だが反動ダメージもある事から「覚悟を決めて相手にぶつかっていく」というメッセージが込められている。
DECO*27が初めてプレイしたポケットモンスターシリーズである『青』と、一番やりこんだ『金・銀』の舞台であるカントー地方・ジョウト地方のBGMを中心に引用している。歌い出しの部分は、ゲームのBGMと自身のオリジナルメロディが交互に流れる作りになっており、ポケモンファンと初音ミクファンの両方が楽しめるようにしたかったと語っている。
「Jewel Remix」では、『ルビー・サファイア・エメラルド』『ダイヤモンド・パール・プラチナ』の舞台であるホウエン地方・シンオウ地方のBGMが使用されている。

## 評価
YouTubeに投稿されたミュージックビデオは7時間48分で100万再生を達成し、YouTubeのボーカロイド楽曲では最速記録であった「寝起きヤシの木」の8時間57分を上回る新記録でのミリオン再生となった。その前の最速記録は自身の過去作「愛言葉Ⅳ」だったため、一度ゆこぴに奪われた最速記録の座を奪還することとなった。
2023年12月6日公開のBillboard JAPAN「ニコニコ VOCALOID SONGS TOP20」では4位を獲得した。